# Timbres de France 2010
En 2010, les timbres de France sont émis par La Poste. Cet article est un récapitulatif des émissions philatéliques de la France pour l'année 2010, avec date de sortie et caractéristiques principales

## Généralités

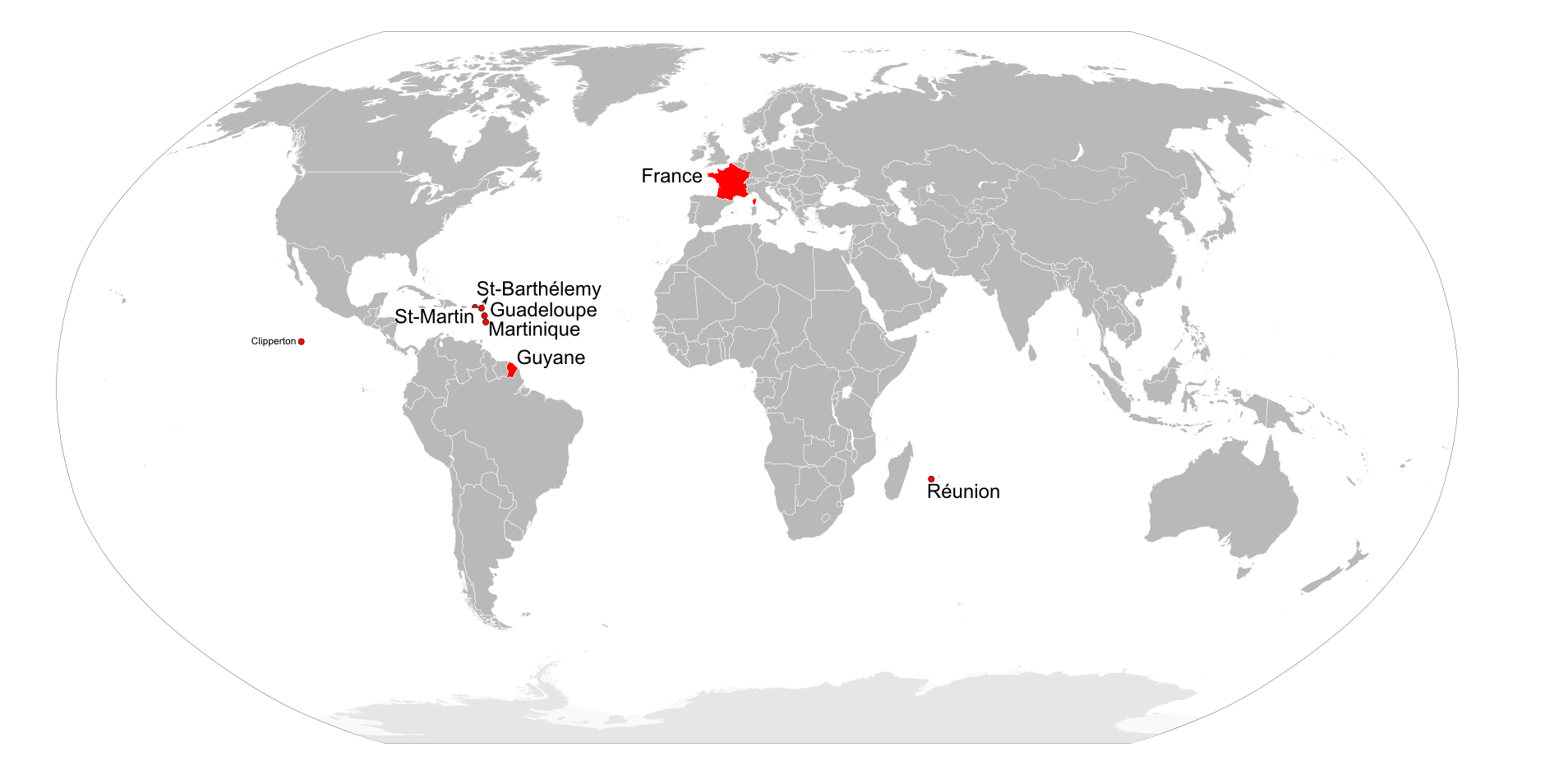
Lieu d'usage des timbres de France depuis 2007. L'usage à Clipperton est principalement théorique, étant possible concrètement durant des expéditions militaires et scientifiques.

Les émissions portent la mention « France - La Poste » (pays - émetteur) et une valeur faciale libellée en euro (€). Une lettre grecque, « φ », apparaît désormais sur « tous les timbres commémoratifs de l'arrêté ministériel » d'après la nouvelle charte graphique.
L'ensemble des timbres émis sont en usage sur le courrier au départ de la France métropolitaine, de la Corse, des quatre départements-régions d'outre-mer (Guadeloupe, Guyane, Martinique et La Réunion), et des deux collectivités d'outre-mer de Saint-Barthélemy et de Saint-Martin.
Le programme philatélique de France pour 2010 a été fixé par des arrêtés du ministère de l'Économie, de l'Industrie et de l'Emploi :
- arrêté du 1er septembre 2008[2] (1re partie du programme de 2010) ;
- et l'arrêté du 19 mars 2009[3] (2e partie du programme de 2010) ;
- complétés par l'arrêté du 29 septembre 2009[4] ;
- complétés par l'arrêté du 14 janvier 2010[5] (Solidarité Haïti) ;
- complétés par l'arrêté du 16 février 2010[6] (quatre timbres commémoratifs).

Ce programme est mis en œuvre par Phil@poste, service philatélique de La Poste, dont l'imprimeur est Phil@poste Boulazac, près de Périgueux.
Avec l'ouverture en décembre 2009 du Carré d'encre, une boutique dans le 9e arrondissement de Paris, Phil@poste dispose désormais d'un lieu pour les manifestations premier jour, que complèteront la participation d'institutions nationales ou locales et le volontariat d'associations philatéliques locales.

### Tarifs

#### Tarifs du 2 mars 2009

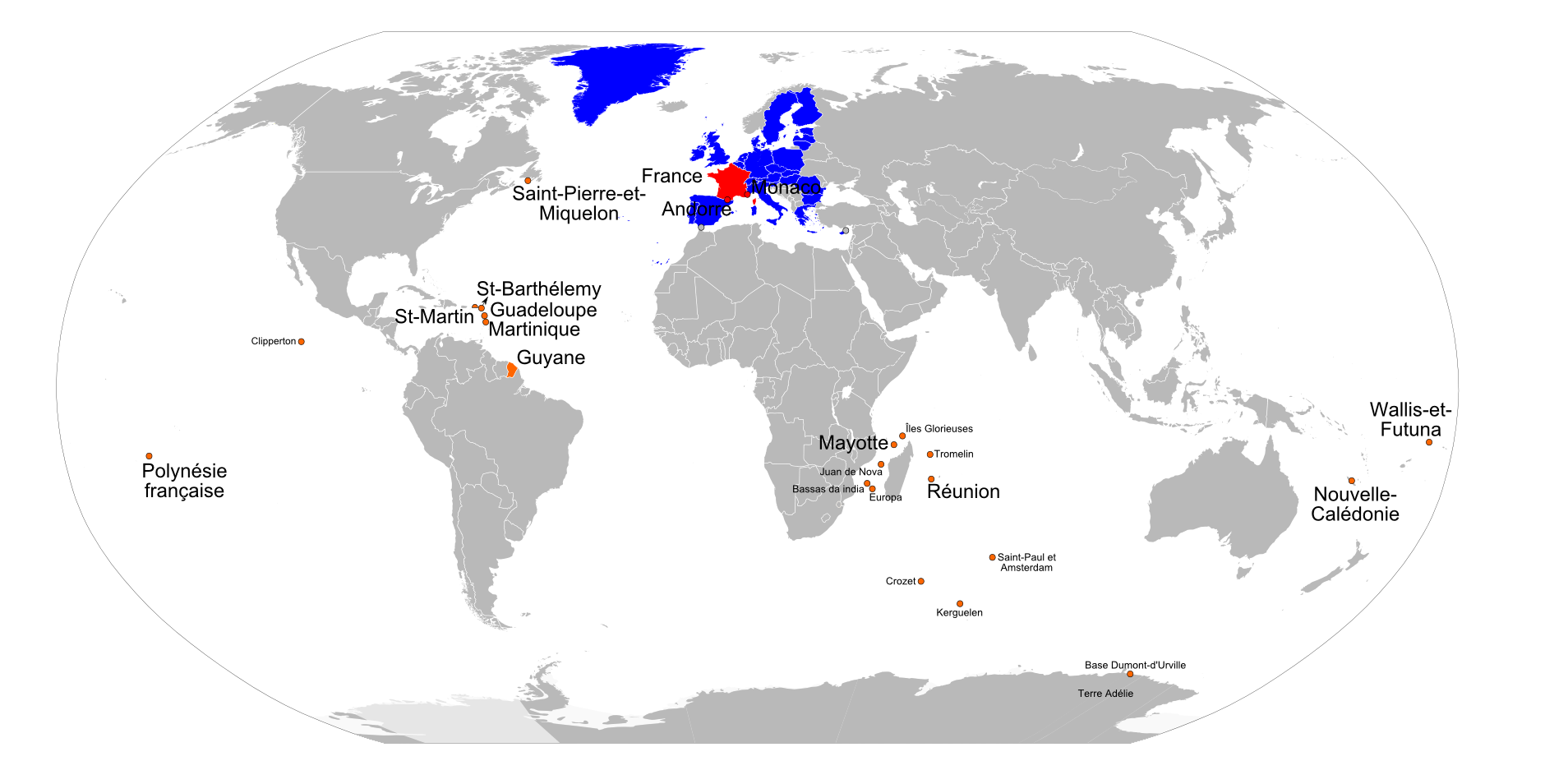
Les zones de tarifs depuis octobre 2006 :
-rouge : régime intérieur ;
-orange : régime intérieur jusqu'à 20 grammes, puis surtaxe aérienne ;
-bleu : zone 1
-gris : zone 2.

Voici les tarifs postaux réalisables avec un des timbres ou blocs émis en 2010. Les tarifs en vigueur date du 2 mars 2009 ; ils sont valables jusqu'au 1er juillet 2010.
Tarif intérieur :
- 0,56 € ou « Lettre prioritaire 20 g » : lettre prioritaire de moins de 20 grammes.
- 0,90 € : lettre prioritaire de 20 à 50 grammes.
- 1,35 € : lettre prioritaire de 50 à 100 grammes.

Tarifs pour l'étranger :
- 0,70 € : lettre prioritaire de moins de 20 grammes pour la zone 1.
- 0,85 € : lettre prioritaire de moins de 20 grammes pour la zone 2.
- 1,70 € (diptyque de 0,85 €) : lettre prioritaire de 20 à 50 grammes pour la zone 2.
- 2,80 € (bloc cinq timbres de 0,56 €) : lettre économique de 100 à 250 grammes pour la zone 1.
- 3 € : lettre économique de 100 à 250 grammes pour la zone 2.

Recommandation :
- 3,40 € (bloc de quatre timbres de 0,85 €) : taxe de recommandation au niveau d'assurance R2[8].

#### Tarifs du1erjuillet 2010
Voici les tarifs postaux du premier juillet 2010 réalisables avec un des timbres ou blocs émis en 2010.
Tarif intérieur :
- 0,58 € ou « lettre prioritaire 20 g » : lettre prioritaire de moins de 20 grammes.

Tarifs pour l'étranger :
- 1,80 € (bloc de cinq 0,56 €) : lettre prioritaire de 50 à 100 grammes pour la zone 1.

Recommandation :
- 3,40 € (bloc de quatre timbres de 0,85 €) : taxe de recommandation au niveau d'assurance R2[8].

## Légende
Pour chaque timbre, le texte rapporte les informations suivantes :
- date d'émission, valeur faciale et description,
- formes de vente dont les dimensions (longueur horizontale, puis longueur verticale),
- artistes concepteurs et genèse du projet,
- manifestation premier jour,
- date de retrait, tirage et chiffres de vente,

ainsi que les informations utiles pour une émission donnée.

## Janvier

### Cœur Lanvin
Le 11 janvier, sont émis deux timbres de Saint-Valentin de 0,56 et 0,90 euro en forme de cœur illustrés chacun d'un personnage féminin.
Les deux timbres inscrits dans un carré de cm sont dessinés par Alber Elbaz pour Lanvin et mis en page par Aurélie Baras. Ils sont imprimés en héliogravure en feuille de trente, ainsi qu'en un bloc illustré de cinq exemplaires pour le 0,56 euro.
La mise en vente anticipée a lieu les 8 et 9 janvier à Paris avec un cachet à date d'Aurélie Baras évoquant un essayage stylisé de robe.

### Année du tigre
Le 18 janvier, dans le cadre de l'émission annuelle Nouvel An chinois lancée en 2005, est émis un bloc de cinq timbres identiques de 0,56 euro pour l'année du tigre qui débute le 14 février 2010.
Le bloc est dessiné par Li Zhongyao et mis en page par Aurélie Baras. Les timbres de 3 × 4 cm sont imprimés en héliogravure.
La vente anticipée a lieu les 15 et 16 janvier à Paris. Le cachet premier jour est une autre interprétation du titre par Li et mise en page par Baras.
Le tirage est de 1,8 million de blocs, soit neuf millions de timbres.

### Solidarité Haïti
Le 19 janvier, est émis un timbre de bienfaisance de 0,56 euro hors-programme comportant une surtaxe de 0,44 euro au profit de la Croix-Rouge française pour aider ses opérations humanitaires à Haïti après le tremblement de terre du 12 janvier. Sur la droite du timbre est reprise la Marianne et l'Europe rouge sans valeur faciale. Sur la gauche, après une rangée de cercles rouges, le message expliquant la surtaxe. Le 18 janvier, il est présenté par Christian Estrosi, ministre chargé de l'Industrie, au siège de la Croix-Rouge française.
La Marianne et l'Europe est dessinée et gravée par Yves Beaujard. Le timbre de 4 × 2,6 cm est imprimé en taille-douce en feuille de cinquante exemplaires.
Le 19 janvier, la vente a lieu sous forme de premier jour à Paris et sous forme générale sur la boutique web de La Poste et les bureaux de poste. Le 19, le cachet premier jour « Croix-Rouge » était disponible à Paris et frappé à l'habituelle encre rouge.
Le tirage réalisé entre le 15 et le 18 janvier est de sept millions de timbres.

### Abbé Pierre 1912-2007
Le 23 janvier, est émis un timbre de 0,56 euro en hommage à l'abbé Pierre dont l'un des combats pour  le logement des défavorisés est représenté au-dessus de son portait par les toits serrés d'une ville.
Le timbre de 3 × 4 cm est dessiné et gravé par Claude Andréotto et est imprimé en taille-douce en feuille de quarante-huit exemplaires.
La manifestation premier jour a lieu le 22 janvier à la Fondation Abbé-Pierre, à Paris. Le cachet premier jour de Claude Perchat représente la silhouette de l'abbé Pierre portant béret, grand manteau et une canne.
Le tirage est de trois millions de timbres.

## Février

### La musique des timbres
Le 1er février, sous le titre La musique des timbres, est émis un carnet de douze timbres autocollants à valeur d'usage « Lettre prioritaire 20 g » sur des instruments de musique. Les illustrations sont extraites d'œuvres graphiques : clairon, clavecin, cor, guitare, harpe, lyre, orgue, piano, saxophone, tambour, tambourin et violoncelle.
Les œuvres fournies par la Réunion des musées nationaux sont mises en page par le duo Tanguy Besset et Sylvie Patte pour constituer des timbres de 2,4 × 3,8 cm imprimés en héliogravure.
La manifestation premier jour a lieu les 29 et 30 janvier à Paris avec un timbre à date dessiné par G. Marot (titre du carnet et portée ondulée).
Le tirage est de sept millions de carnets, soit 84 millions de timbres.

### Vancouver 2010

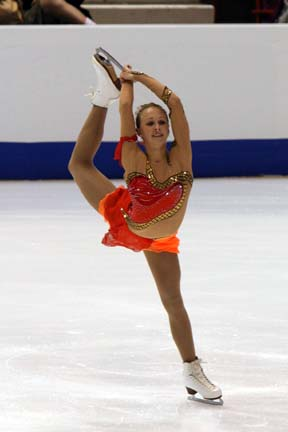
La figure de patinage artistique représentée sur un des deux timbres. Sur celui-ci, elle est vue de profil.

Le 8 février, est émis un diptyque pour annoncer la tenue des Jeux olympiques d'hiver de 2010, du 12 au 28 février à Vancouver, au Canada. Sur un arrière-plan commun de massif montagneux sous un ciel jaune-orange, chaque timbre de 0,85 euro est dédié à un sport : le patinage artistique féminin pour le timbre de gauche et le ski alpin pour celui de droite.
Les timbres de 4 × 3 cm sont dessinés par Nicolas Vial et mis en page par Jean-Paul Cousin pour une impression en héliogravure en feuille de vingt-quatre diptyques placés tête-bêche.
La manifestation premier jour a lieu les 6 et 7 février à Albertville où furent organisés les Jeux de 1992 et le 6 février à Paris. Le timbre à date est dessiné par Jean-Paul Cousin et comprend une paire de ski et un patin à glace. Cependant, le cachet utilisé sur les « documents philatéliques » oblitérés de Paris diffère par l'absence de la paire de ski.
Le tirage est de 1,9 million de diptyques.

### William Turner 1775-1851,La Plage de Calais à marée basse
Le 22 février, est émis un timbre de 1,35 euro reproduisant une peinture du Britannique Joseph Mallord William Turner de 1830, La Plage de Calais à marée basse. L'émission coïncide avec l'ouverture, le 24 février, d'une exposition au Grand Palais, à Paris, Turner et ses peintres.
L'œuvre exposée au Bury Art Gallery and Museum, près de Manchester, est mise en page par Aurélie Baras sur un timbre de 5,2 × 4,085 cm imprimé en héliogravure en feuille de trente.
La manifestation premier jour a lieu les 19 et 20 février à Calais et Paris, avec une oblitération spéciale carré de Jean-Paul Cousin reprenant les mentions du timbres et la signature de Turner.
Le tirage est de 2,4 millions de timbres.

## Mars

### Fête du timbre: le timbre fête l'eau

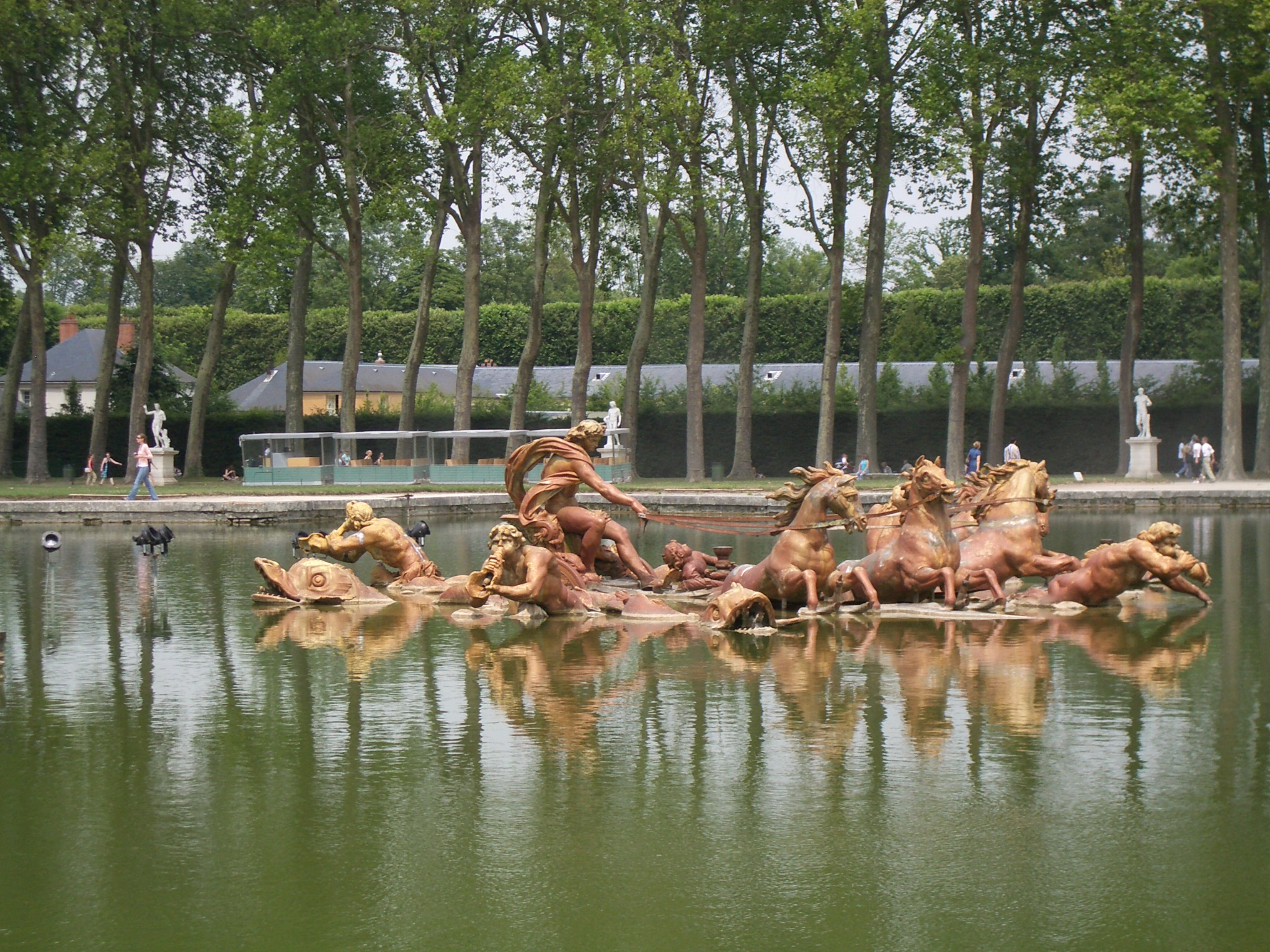
La fontaine, sans eau projetée, dans une perspective proche de celle du timbre.

Le 1er mars, dans le cadre de la manifestation nationale annuelle Fête du timbre, sont émis un timbre de 0,56 euro, un bloc d'un timbre de 2 euros et un carnet de douze timbres autocollants « Lettre prioritaire 20 g » sur le thème « Le timbre fête l'eau ». Le timbre gommé reproduit la Marianne et l'Europe à la droite d'un grand format, voisinant avec une représentation de vagues et la légende « Protégeons l'eau ». Le bloc reproduit une photographie de la fontaine du char d'Apollon, dans le parc du château de Versailles, le dieu grec vu de profil. Le timbre comprend la vue d'un des chevaux du char comme galopant à travers les eaux. Le carnet comprend douze montages photographiques autour d'un trapèze sur les différentes utilisations de l'eau ou des risques l'affectant.
Le timbre de 0,56 euro mesurant 4 × 2,6 cm est dessiné et gravé par Yves Beaujard pour une impression en taille-douce en feuille de cinquante unités. Le bloc contenant le timbre de 4,085 × 5,2 cm est mis en page par Sarah Lazarevic et est imprimé en héliogravure. Les timbres de 3,8 × 2,4 cm du carnet sont dessinés par Damien Challet à partir de photographies d'agence et mis en page par Étienne Théry ; le tout imprimé en offset.
La manifestation avec cachet portant la mention « premier jour » a lieu les 27 et 28 février à Paris. Sans cette mention, cent douze lieux en France participent à la Fête du timbre les 27 et 28 février. Le timbre à date par Sarah Lazarevic a la forme d'une goutte d'eau.
Les tirages annoncés sont de 2,2 millions de timbres de 0,56 euro, 1,9 million de blocs et 7 millions de carnets, soit 88,1 millions de timbres individuels.

### 1910 - Premier vol en hydravion
Le 29 mars, est émis un timbre de poste aérienne de 3 euros pour le centenaire du premier vol autonome d'un hydravion par Henri Fabre, le 28 mars 1910. Le portrait de l'aviateur voisine un dessin représentant l'envol de son appareil depuis l'étang de Berre.
Le timbre de 5,2 × 3,1 cm est dessiné par Pierre-André Cousin et gravé par Jacky Larrivière. Il est imprimé en offset et taille-douce en feuille de dix et de quarante exemplaires.
La mise en vente anticipée a lieu les 27 et 28 mars à Biscarrosse (cachet oblitérant sans mention « premier jour »), à Martigues, près du site de l'événement, et Paris. Pierre-André Cousin prépare des timbres à date reprenant de face l'avion (pour Biscarrosse) ou l'hélice (pour Martigues).
Le tirage est de trois cent cinquante mille timbres en feuille de dix et de 2,4 millions de timbres en feuille de quarante, soit 2,75 millions d'exemplaires au total.

### Rattachement de la Savoie à la France - traité de Turin 1860
Le 29 mars, est émis un timbre de 0,56 euro pour les cent cinquante ans de la réunion du duché de Savoie à la France à la suite du traité de Turin du 24 mars 1860. L'illustration est une évocation du paysage des Alpes sur fond du parchemin du traité et de ses sceaux.
Le timbre de 4 × 3 cm est dessiné et gravé par Claude Jumelet et imprimé en taille-douce en feuille de quarante-huit exemplaires.
La manifestation premier jour a lieu les 27 et 28 mars à Annecy, Chambéry, Paris, Plombières-les-Bains (cachet sans mention « premier jour ») et Saint-Jean-de-Maurienne. Parmi les timbres à date créés par Claude Perchat, celui de Plombières reprend les éléments illustrant le timbre et celui de Saint-Jean évoque le plébiscite à travers un trio d'allégories.
Le tirage est de 2,75 millions de timbres.

## Avril

### Villeneuve-lès-Avignon, Gard

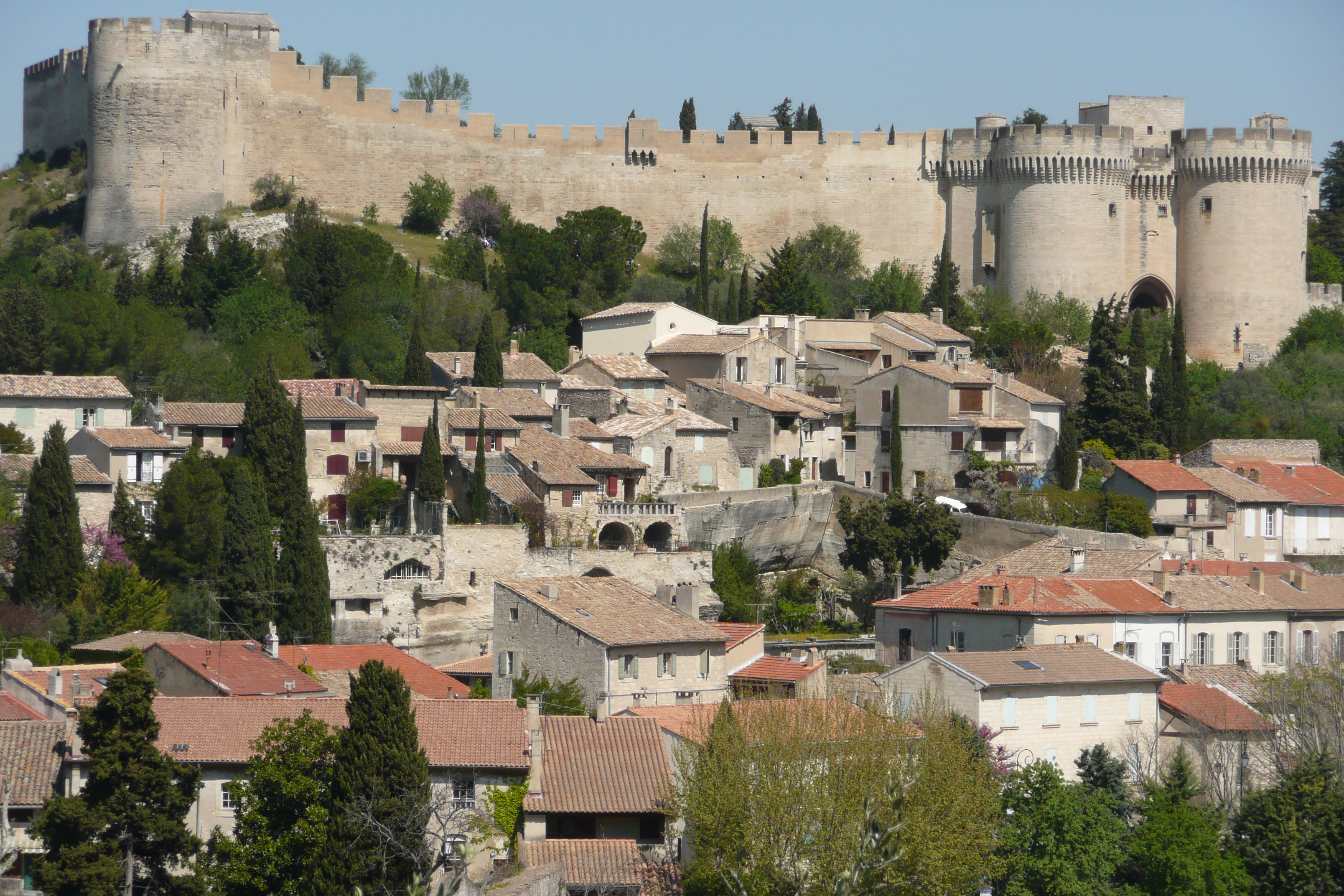
La vue d'artiste du timbre correspond à la partie supérieure droite de cette photographie, mêlant le fort Saint-André et les maisons les plus hautes de la ville.

Le 19 avril, est émis un timbre de 0,56 euro sur Villeneuve-lès-Avignon (typographié « Villeneuve lez Avignon »), dans le Gard. Deux tours du fort Saint-André sont représentées dominant les maisons de la ville, paysage urbain ponctué de pins.
D'après une photographie fournie par la mairie de Villeneuve, le timbre de 3 × 4 cm est dessiné et gravé par Ève Luquet pour une impression en taille-douce en feuille de quarante-huit unités.
La manifestation premier jour a lieu les 17 et 18 avril à Villeneuve-lès-Avignon et le 17 à Paris. Le cachet de Villeneuve, également créé par Luquet, représente la tour Philippe-le-Bel, une autre des fortifications de la ville.
Le tirage est de 2,7 millions d'exemplaires.

### Colmar, Haut-Rhin

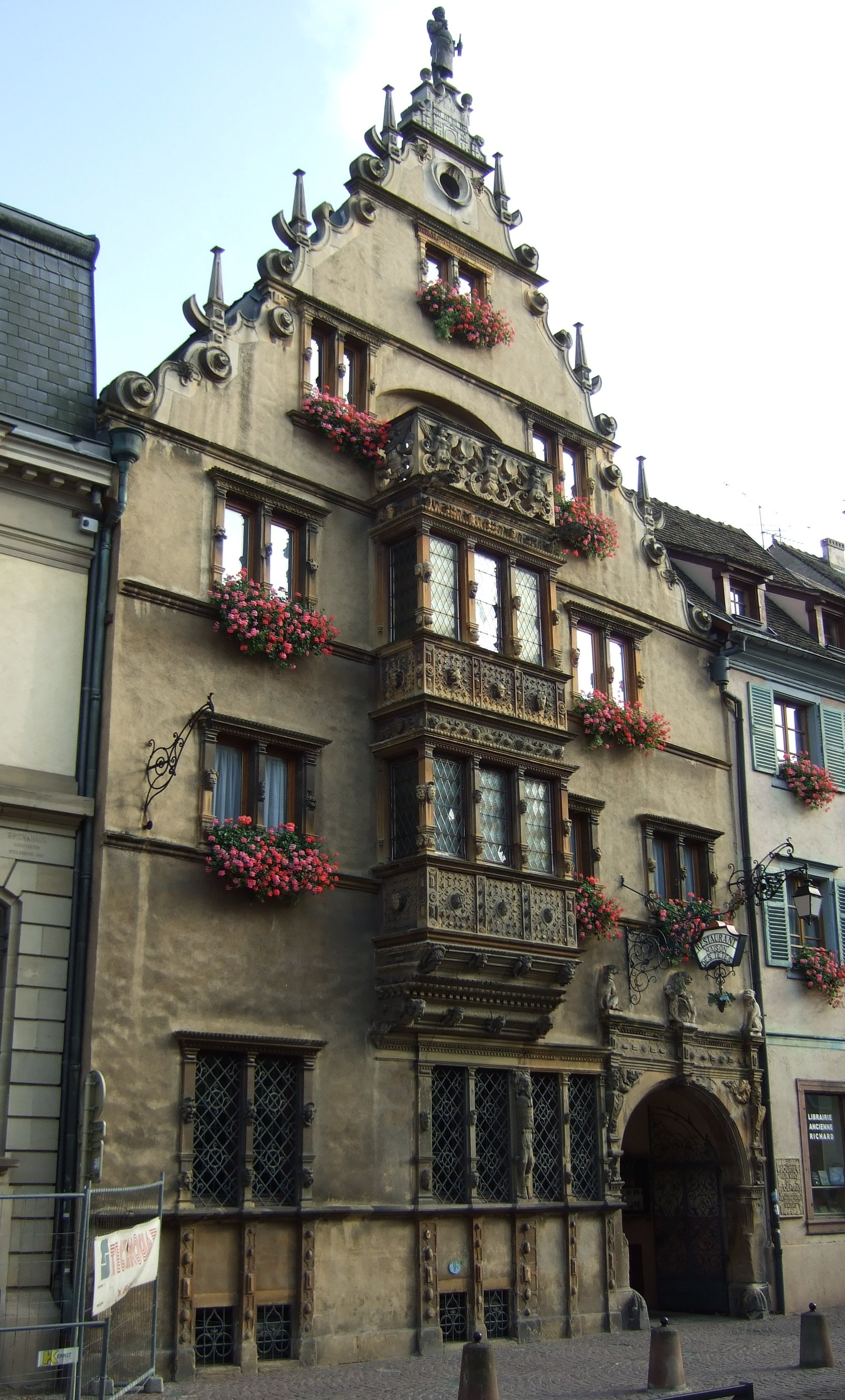
La maison des Têtes dans une perspective inverse de celle du timbre.

Le 26 avril, est émis un timbre de 0,56 euro sur Colmar, dans le Haut-Rhin, à l'occasion du Salon philatélique de printemps organisé par la Chambre française des négociants et experts en philatélie (CNEP). La ville est représentée par ses bâtiments du XVIIe siècle : une vue des maisons et de la rivière dans la Petite Venise, ainsi que, sur la droite, la façade de la maison des Têtes.
Le timbre de 4 × 3 cm est dessiné à partir de photographies et gravé par Pierre Albuisson et imprimé en taille-douce en feuille de quarante-huit exemplaires.
La mise en vente anticipée a lieu du 23 au 25 avril pendant le Salon philatélique de printemps à Colmar, ainsi que les 23 et 24 à Paris. L'ancienne douane, le Koïfhus, illustre le cachet premier jour également dessiné par Albuisson.
Le tirage est de 2,7 millions de timbres.

## Mai

### Bergerie nationale de Rambouillet

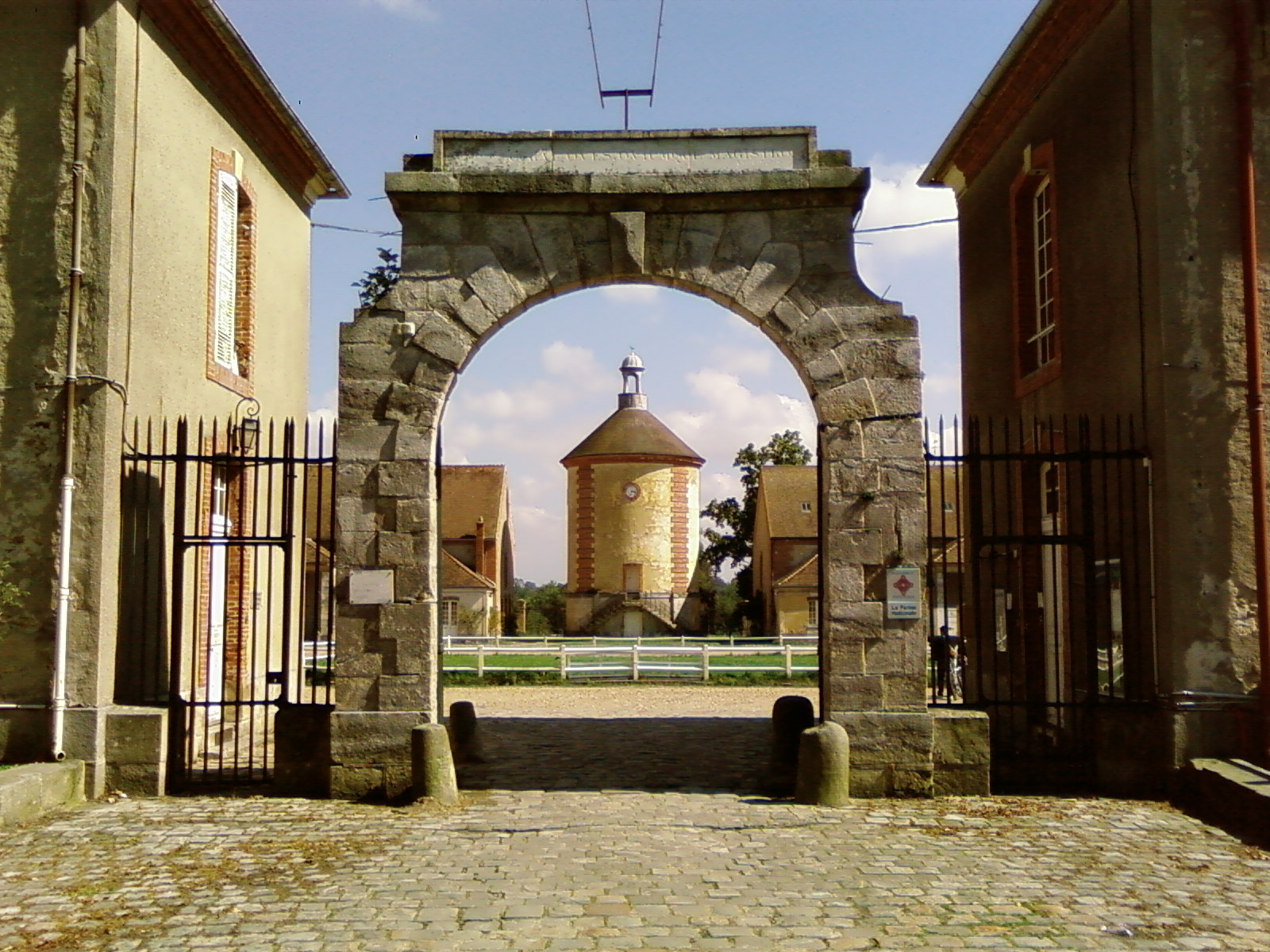
Les bâtiments représentés sur le timbre se situent à l'arrière-plan, derrière le portail de la bergerie nationale.

Le 3 mai, est émis un timbre de 0,90 euro sur la bergerie nationale de Rambouillet représentant des bâtiments de la ferme expérimentale et un mouton mérinos de Rambouillet, race qui y est entretenue. L'émission coïncide avec le Festival des arts de la laine, organisé sur le site du premier au six mai 2010.
Le timbre de 4 × 3 cm est dessiné et gravé par Line Filhon à partir de photographies fournies par l'institution. Il est imprimé en taille-douce en feuille de quarante-huit.
La manifestation premier jour a lieu les 1er et 2 mai à Rambouillet et le 3 à Paris. Le timbre à date par Louis Arquer reprend dans une mise en page différente les mêmes éléments que le timbre.
Le tirage est de 2,6 millions d'exemplaires.

### Contre les violences faites aux femmes
Le 3 mai, à la suite du carnet Femmes du monde d'avril 2009, est émis un carnet de douze timbres autocollants au tarif « Lettre prioritaire 20 g » « contre les violences faites aux femmes », Grande Cause nationale en 2010 en France. Chaque partie de quatre timbres reproduit les photographies d'un artiste : celles de femmes en lutte en Afrique subsaharienne par Paula Allen, des portraits en noir et blanc par Catherine Cabrol et des jeunes filles et une vieille femme de continents différents par Stephan Gladieu.
Les photographies d'Allen, Cabrol et Gladieu sont mises en page par Christelle Guénot sous forme de timbre de 3,8 × 2,4 cm.
La manifestation premier jour a lieu le 20 avril à Paris.
Deux millions et demi de carnets sont tirés, soit trente millions de timbres.

### Europa: les livres pour enfants
Le 10 mai, dans le cadre de l'émission Europa et en coïncidence avec la Journée de l'Europe du 9 mai, est émis un timbre de 0,70 euro sur le thème des livres pour enfants, commun aux opérateurs postaux membres de PostEurop. Sur un fond de couleurs vives, des personnages de contes voisine avec une jeune lectrice assise sur une pile de livres.
Le timbre de 4 × 3 cm est dessiné par Marc Taraskoff et mis en page par Stéphanie Ghinéa pour être imprimé en héliogravure en feuille de quarante-huit unités.
La mise en vente anticipée a lieu le 9 mai au Parlement européen à Strasbourg et le 10 à Paris. Le cachet spécial par H. Crochemore cache derrière une large couverture - portant les mentions de l'émission - un enfant en pleine lecture.
Le tirage est de 2,65 millions de timbres.

### Basilique d'Orcival - Puy-de-Dôme

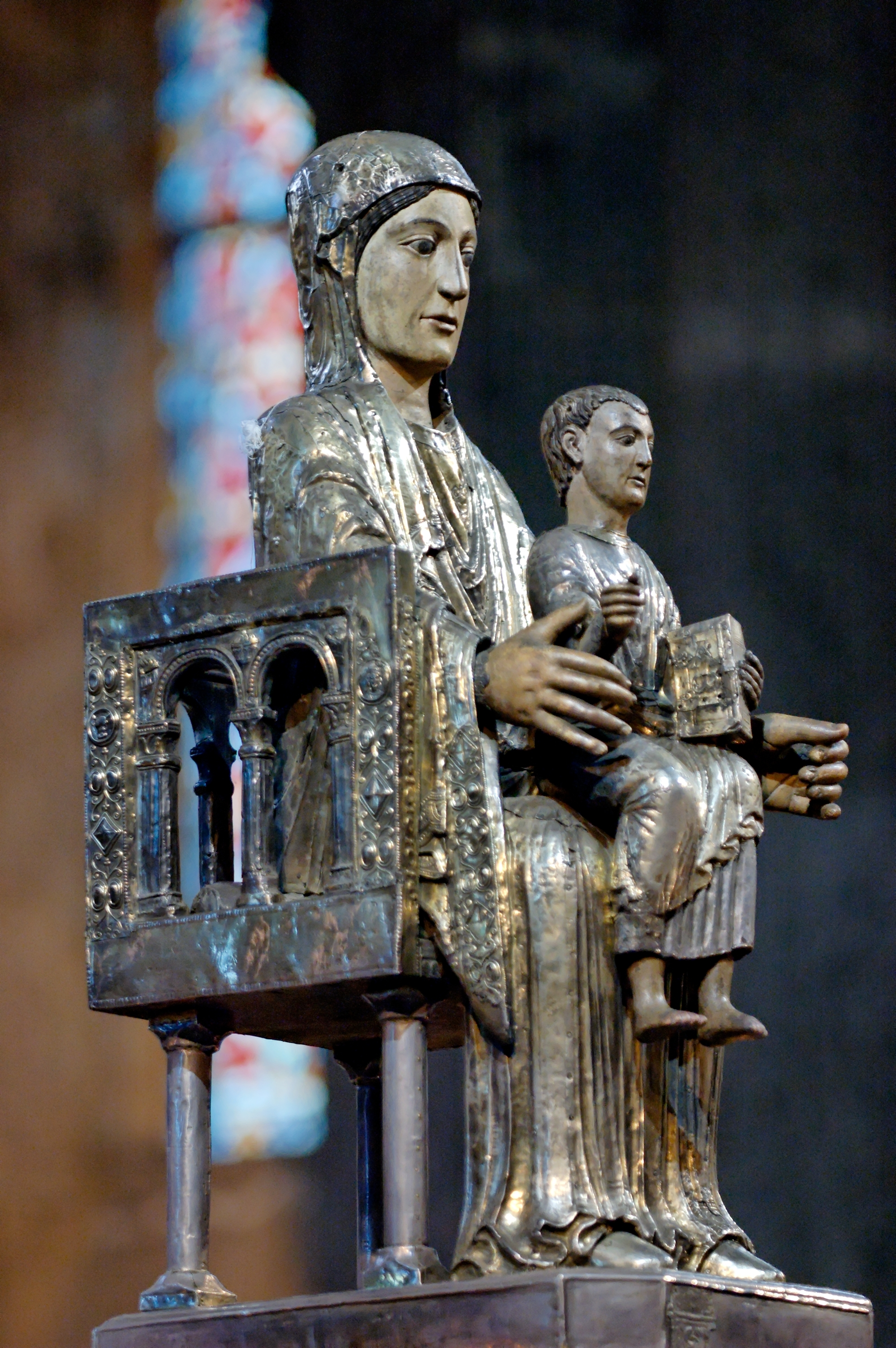
La sculpture qui orne le cachet premier jour.

Le 17 mai, est émis un timbre de 0,56 euro sur la basilique Notre-Dame d'Orcival, église d'art roman du Puy-de-Dôme. La vue présente le chevet et le clocher vus de face.
Le timbre de 4 × 3 cm est dessiné et gravé par Marie-Noëlle Goffin à partir de photographies. Imprimé en taille-douce, il est conditionné en feuille de.
La manifestation premier jour a lieu du 13 au 16 mai à Orcival et Paris. Le timbre à date par Stéphanie Ghinéa représente la statue du XIIe siècle d'une Vierge à l'Enfant de la basilique.
Le tirage est de 2,5 millions d'exemplaires.

### Bourse aux timbres -150eanniversaire
Le 17 mai, est émis un bloc de cinq timbres de 0,56 euro pour les cent cinquante ans de la bourse aux timbres, marché parisien de timbres installé depuis la fin des années 1880 au Carré Marigny, près de l'avenue des Champs-Élysées, à Paris, après avoir vu spontanément le jour au Palais-Royal en 1860. Les timbres représentent cinq personnalités philatéliques, dans l'ordre chronologique de leur naissance : Arthur Maury (1844-1907), Louis Yvert (1866-1950), Alberto Bolaffi (1874-1944), Franklin Delano Roosevelt (1882-1945) et Lucien Berthelot (1903-1985). L'arrière-plan évoque le paysage de la bourse aux timbres.
À partir de portraits photographiques, Yves Beaujard dessine et grave des timbres de 4 × 2,06 cm et le bloc imprimés en taille-douce.
La vente premier jour a lieu du 13 au 16 mai au Carré Marigny, du 13 au 15 au Carré d'encre, deux lieux philatéliques parisiens, ainsi qu'à Amiens, ville où vécut Louis Yvert. Un timbre carré blanc et dentelé de trois perforations empiète sur le cachet à date circulaire premier jour créé par Sylvie Patte et Tanguy Besset.
Le tirage est de 1,65 million de blocs, soit 8,25 millions de timbres individuels.

### 150 ans de la fondation de Deauville
Le 17 mai, est émis un timbre de 0,56 euro pour les cent cinquante ans de la fondation de la station balnéaire de Deauville, dans le Calvados. Une plage et ses promeneurs sert d'arrière-plan à une illustration où le millésime 2010 est composé d'éléments rappelant la ville : une tête de cheval évoquant l'hippodrome de Deauville-La Touques, un ballon de jeu de mer, un parasol fermé et une horloge.
Le timbre carré de 4,1 cm de côté est dessiné par Nicolas Vial et mis en page par Stéphanie Ghinéa pour une impression en héliogravure en feuille de trente unités.
La mise en vente anticipée a lieu les 14 et 15 mai à Deauville et Paris. Le timbre à date spécial, mis en page par Ghinéa, comprend la légende du timbre et la devise « Deauville 2010, temps et plus », slogan de l'année-anniversaire.
Le tirage est de 2,8 millions d'exemplaires.

### La Piscine - Roubaix
Le 17 mai, est émis un timbre sur le musée d'Art et d'Industrie André Diligent, installé depuis 2001 dans la piscine de Roubaix, établissement de piscine et bains-douches ouvert en 1932. Une vue d'un bassin étroit longé d'une exposition de statue illustre le timbre.
La photographie choisie est mise en page par le duo Sylvie Patte et Tanguy Besset pour constituer un timbre de  cm imprimé en.
La vente premier jour a lieu le 15 mai à Paris et Roubaix où le cachet à date disponible, également de Patte et Besset, représente un ornement de la piscine.
Le tirage est de 2,6 millions de timbres.

### Pornic - Loire-Atlantique
Le 25 mai, est émis un timbre de 0,56 euro sur Pornic, commune de la Loire-Atlantique. La ville, dont son château, est représentée dans son ensemble vu depuis son port.
Le timbre de 6 × 2,5 cm est dessiné et gravé par Marie-Noëlle Goffin, à partir de photographies fournies par la mairie de la ville, pour une impression en taille-douce en feuille de quarante.
La mise en vente anticipée a lieu le 22 mai à Paris et les 22 et 23 mai à Pornic, où est disponible un timbre à date par Elsa Catelin qui détaille l'architecture du château.
Le tirage est de 2,9 millions de timbres.

### Mère Teresa 1910-1997
Le 31 mai, est émis un timbre de 0,85 euro pour le centenaire de la naissance de mère Teresa, religieuse catholique connue pour son œuvre caritative.
Le portrait, visage tourné vers la droite, est dessiné et gravé par Sarah Bougault et le timbre de 3 × 4 cm est imprimé en taille-douce en feuille de quarante-huit exemplaires.
La vente premier jour a lieu du 27 au 29 mai à Paris. Le timbre à date par Sarah Bougault présente un portrait de profil.
Le tirage est de 2,7 millions de timbres.

## Juin

### Institut de paléontologie humaine - Paris 1910-2010
Le 2 juin, dans l cadre d'une émission conjointe avec Monaco, est émis un timbre de 0,56 euro pour le centenaire de l'Institut de paléontologie humaine, une fondation créée en 1910 par le prince Albert Ier de Monaco. L'illustration juxtapose, de gauche à droite, les portraits de l'abbé Breuil, du prince Albert, de la façade du bâtiment et d'une scène préhistorique près d'une grotte.
Le timbre de 6 × 2,5 cm est dessiné et gravé par Claude Andréotto à partir de photographies fournies par l'Institut et les archives du palais de Monaco. Il est imprimé en taille-douce en feuille de quarante.
La mise en vente anticipée a lieu le premier juin à l'Institut, à Paris, où est disponible une oblitération représentant un homme préhistorique traçant une ligne sur une paroi.
Le tirage est de 2,5 millions de timbres.
Le premier juin, est émis le timbre monégasque de 0,56 euro, identique à l'exception des mentions.

### 150eanniversairedu rattachement de Nice à la France
Le 14 juin, est émis un timbre de 0,56 euro pour les cent cinquante ans du rattachement de Nice à la France, officiellement réalisé le 14 juin 1860. L'illustration est une photographie de la ville de Nice vue depuis la mer, laissant apparaître les sommets enneignés des Alpes maritimes.
La photographie fournie par la mairie de Nice est mise en page par Stéphanie Ghinéa sur un timbre de 4 × 3 cm imprimé en héliogravure en feuille de quarante-deux exemplaires.
La manifestation premier jour a lieu le 11 juin à Paris, les 12 et 13 au musée Masséna de Nice, ainsi que - sans mention premier jour sur le timbre à date - le 12 à Plombières-les-Bains, où eut lieu en 1858 une entrevenue entre Napoléon III et Camillo Cavour dont est issu l'annexion de 1860. Claude Perchat créé deux timbres à date : celui de Nice reproduit le logotype du 150e anniversaire tandis que celui de Plombières présente une vue de Nice depuis l'est.
Le tirage est de 2,75 millions de timbres.

### Salon Planète timbres
Du 12 au 20 juin, a lieu le salon Planète timbres au parc floral de Paris. Il est l'occasion de plusieurs émissions et mises en vente anticipée de timbres-poste.

### Le football
Le 12 juin, est mis en vente un timbre de 5 euros en argent 999 millièmes représentant deux joueurs de football : l'un courant, l'autre se préparant à tirer un ballon.
Le timbre de 3,8 × 2,8 cm est dessiné par Aurélie Baras. Il est conditionné dans un emballage protecteur en plastique.
Le tirage est de quatre cent mille exemplaires, dont cinquante mille disponibles à la vente au Salon Planète timbres du 12 au 20 juin 2010.

### Soyouz en Guyane
Le 14 juin, est émis un timbre de 0,85 euro à l'occasion du premier lancement, fin 2010, d'un véhicule spatial russe Soyouz à partir du Centre spatial guyanais de Kourou. L'illustration montre une fusée Soyouz en cours de lancement sur le pas de tir de Sinnamary.
Le timbre de 4 × 3 cm est dessiné par David Ducros, illustrateur du Centre national d'études spatiales (CNES), et imprimé en héliogravure en feuille de quarante-deux timbres.
La mise en vente anticipée a lieu le 11 juin au Carré d'encre à Paris, le 12 au salon Planète timbres au parc floral de Paris et à Sinnamary, en Guyane. Le timbre à date de Sinnamary, également de Ducros, reprend les principaux éléments du timbre : la fusée, son pas de tir et un toucan.

### Coupe du monde de la FIFA 2010
Le 15 juin, est émis un bloc de quatre timbres de 0,85 euro chacun à l'occasion de la coupe du monde de football 2010, organisée du 11 juin au 11 juillet 2010, en Afrique du Sud. Les deux timbres du haut sont des scènes du sport : de haut, deux joueurs d'une équipe se tenant par les bras et une vue des jambes d'un joueur amorçant un tir ; les maillots sont bleu ciel. Les deux timbres inférieurs représentant une vue aérienne oblique de la ville du Cap et une due l'Ou Raadsaal de Pretoria. Les marges du bloc sont illustrés des drapeaux des pays dont les équipes nationales participent à la coupe du monde sur fond d'un paysage montagneux de savane sèche.
Les timbres de 3 × 4 cm (deux horizontaux, 2 verticaux) et le bloc sont dessinés par François Bruère à partir de photographies et mis en page par Bruno Ghiringhelli. Le tout est imprimé en héliogravure.
La mise en vente anticipée a lieu 13 juin dans le cadre du salon Planète timbres à Paris. Le cachet premier jour de Pierre-André Cousin représente la tête d'un springbok, un des animaux emblématiques en Afrique du Sud, avec entre ses cornes un ballon de football.
Le tirage est de 1,3 million de blocs, soit 5,2 millions de timbres individuels.

### Football: tu y crois? à fond!
Le 15 juin, est émis un timbre d'une valeur de deux fois 0,56 euro permettant l'envoi en retour d'une réponse par le destinataire. Imprimé en recto-verso et visant à encourager l'équipe de France de football engagée dans la coupe du monde 2010, le timbre porte sur une face la question « tu y crois ? » (sous-entendu : à une victoire finale) et sur l'autre la réponse « à fond ! ». L'arrière-plan vert évoque du ballon parvenu dans les filets d'un but.
Le timbre de 6 × 2,5 cm est dessiné par Bruno Ghiringhelli et imprimé en héliogravure en feuille de trente exemplaires sans barres de phosphorescence.
Faute de communication par Phil@poste, le mode d'emploi du double timbre est à déterminer à partir des deux larges espaces blancs entourant les illustrations, Phil@poste n'ayant pas. Ils seraient à plier en arrière de la face « tu y crois ? », à humecter et à apposer sur l'enveloppe. Le destinataire devrait visiblement couper ces deux bords pliés pour utiliser la face « à fond ! » en humidifiant la gomme de la face « tu y crois ? ».
La mise en vente anticipée a lieu 13 juin dans le cadre du salon Planète timbres à Paris. À partir d'une même police d'écriture, Ghiringhelli illustre le timbre à date premier jour de la phrase « Et c'est parti ! » qui comprend une majuscule pour ouvrir la phrase, contrairement au timbre.
Le tirage est d'1,5 million de timbres.

## Carnets d'usage courant
Les timbres à validité permanente des carnets sont à dentelure ondulée latéralement pour faciliter leur décollement de la couverture du carnet et rendre difficile la falsification par photocopie couleur. La couverture du modèle « éco-carnet » de douze timbres mesure 12,5 × 5,2 cm et est marron clair.
Le timbre Marianne et l'Europe est dessiné et gravé par Yves Beaujard.
Le recensement ci-dessous décrit les carnets d'après leur couverture. En France, seule La Poste peut y placer une promotion pour ses produits.

## Timbres de distributeur
La Poste met à disposition des collectionneurs des timbres de distributeur spéciaux pendant la durée de certaines manifestations philatéliques. Ils sont de type LISA : le client choisit la valeur faciale du timbre que le distributeur lui imprime à la demande.

### Sources
- La presse philatélique française, notamment leurs pages « Nouveautés France » présentant les émissions, et annonçant les tirages, dates de retrait et chiffres de vente d'après les communiqués de La Poste.